# Thlypopsis fulviceps
A Thlypopsis fulviceps a madarak osztályának verébalakúak (Passeriformes) rendjébe és a tangarafélék (Thraupidae) családjába tartozó faj.

## Rendszerezése
A fajt Jean Cabanis német ornitológus írta le 1879-ben.

## Alfajai
- Thlypopsis fulviceps fulviceps Cabanis, 1851
- Thlypopsis fulviceps intensa Todd, 1917
- Thlypopsis fulviceps meridensis Phelps & Phelps Jr, 1962
- Thlypopsis fulviceps obscuriceps Phelps & Phelps Jr, 1953

## Előfordulása
Dél-Amerika északi részén, Kolumbia és Venezuela területén honos. Természetes élőhelyei a szubtrópusi és trópusi síkvidéki és hegyi esőerdők. Állandó, nem vonuló faj.

## Megjelenése
Testhossza 12 centiméter, testtömege 11-13 gramm.

## Természetvédelmi helyzete
Az elterjedési területe elég nagy, egyedszáma pedig stabil. A Természetvédelmi Világszövetség Vörös listáján nem fenyegetett fajként szerepel.